# Ozyptila fusca
Ozyptila fusca är en spindelart som först beskrevs av Grube 1861.  Ozyptila fusca ingår i släktet Ozyptila och familjen krabbspindlar. Inga underarter finns listade i Catalogue of Life.